# روابط ارمنستان و ازبکستان
ارمنستان و ازبکستان دارای روابط نسبتاً قوی هستند که گاهی به عنوان یکی از غنی‌ترین روابط بین ارمنستان و یک کشور ترک تلقی می‌شود. سفارت دو کشور در مسکو نماینده دارند.

## تاریخچه
ارمنی‌ها از دوران باستان در آسیای مرکزی حضور طولانی داشته‌اند، که در آن ارمنی‌ها، عمدتاً بازرگان، با ترک‌های آسیای مرکزی پیوندهای تجاری و اقتصادی برقرار کردند. با وجود اینکه ارمنستان به دست امپراتوری بیزانس، دودمان صفوی و امپراتوری روسیه متأخر افتاد، با وقفه اندکی ادامه می‌یافت.
مواد تحقیقاتی ارمنی و روسی نشان می‌دهد که در سال ۱۸۹۰ بیش از ۴۰۰۰ ارمنی در آسیای مرکزی زندگی می‌کردند که بسیاری از آنها در ازبکستان امروزی و کشورهای همسایه آن هستند. طبق همین منابع، این رقم در سال ۱۸۹۷ به ۵۰۰۰ نفر و در سال ۱۹۱۷ به بیش از ۲۵۰۰۰ رسید. جوامع اصلی ارمنی‌ها در شهرهای بخارا، خیوا، اندیجان، کوکند و تاشکند ازبکستان بودند.
حضور مهاجران ارمنی به‌ویژه در طول جنگ جهانی اول که نسل‌کشی ارمنی‌ها رخ داد، تعداد زیادی به منطقه آسیای مرکزی نقل مکان کردند. به عنوان بخشی از روسیه تزاری و بعداً اتحاد جماهیر شوروی، ارمنی‌های قومی به مهاجرت مداوم به منطقه اعتماد داشتند و مهاجرت ارمنی‌ها نیز با مقاومت کمی از سوی ازبک‌های محلی مواجه شد. ازبک‌ها و ارمنی‌ها تا زمان ظهور ناسیونالیسم قومی در دهه ۱۹۹۰ که شاهد درگیری‌هایی بین ارمنی‌ها و مردم مسلمان، عمدتاً تاجیک‌ها و همچنین اقلیتی از ازبک‌ها بود، توانستند به خوبی با یکدیگر کنار بیایند.
با این حال، با شروع جنگ داخلی تاجیکستان، ازبکستان تازه استقلال یافته، ارمنی‌ها را که در جنگ علیه نیروهای تحت حمایت تاجیکستان، عمدتاً اسلامگرایان، می‌جنگند، تحمل کرد. در نتیجه، ازبکستان شبه‌نظامیان ارمنی خود را داشت که در کنار تاشکند می‌جنگیدند و به دلیل تلاش‌هایش، خیلی زود در میان شهروندان ازبکستانی شناخته شد.

## دوران کنونی
ارمنستان و ازبکستان با داشتن این نزدیکی، پس از فروپاشی اتحاد جماهیر شوروی روابط رسمی برقرار کردند. این روابط نزدیک با استقبال اقلیت قومی ارمنی در ازبکستان همراه شد و اقلیت ارمنی آن جشنواره‌های سالانه را در این کشور برگزار می‌کند. ازبکستان بزرگ‌ترین و قدیمی‌ترین جامعه ارمنی‌ها در آسیای مرکزی است. در حال حاضر بین ۴۰۰۰۰ تا ۷۰۰۰۰ ارمنی در آنجا زندگی می‌کنند. چندین کلیسای ارمنی در ازبکستان وجود دارد که هر دو به خوبی توسط کشور میزبان درک شده‌اند.
در ۱۱ اکتبر ۲۰۱۹، نیکول پاشینیان، نخست‌وزیر ارمنستان و شوکت میرضیایف، رئیس‌جمهور ازبکستان، برای اولین بار مذاکرات رسمی بین دو کشور دیدار کردند. در بیانیه دولت ارمنستان متعاقباً آمده است که میرضیایف و پاشینیان برای گسترش روابط بین کشورهای خود توافق کردند. در همین راستا، میرضیایف پیشنهاد ایجاد یک کمیسیون بین دولتی ازبکستان و ارمنستان در زمینه همکاری‌های اقتصادی را مطرح کرد.

### مناقشه قره باغ کوهستانی
در سال ۲۰۱۸، سفیر ازبکستان در جمهوری آذربایجان گفت که ازبکستان در زمان اسلام کریم اف از برقراری روابط دیپلماتیک با ارمنستان تا حل و فصل نهایی مناقشه خودداری کرده و همواره ازجمهوری آذربایجان در عرصه بین‌المللی حمایت کرده است. در سال ۲۰۲۰، سازمان دولت‌های ترک، ازبکستان به عنوان کشور عضو، حملات موشکی گنجه ۲۰۲۰ را محکوم کرد.